# Xiphocolaptes
Xiphocolaptes – rodzaj ptaków z rodziny tęgosterowatych (Dendrocolaptidae).

## Występowanie
Rodzaj obejmuje gatunki występujące w Meksyku, Ameryce Centralnej i Południowej.

## Morfologia
Długość ciała 26–35 cm, masa ciała 102–169 g.

## Systematyka

### Nazewnictwo
Nazwa rodzajowa jest połączeniem słów z języka greckiego: ξιφος xiphos – „miecz” oraz κολαπτης kolaptēs – „dzięcioł”.

### Podział systematyczny
Do rodzaju należą następujące gatunki:
- Xiphocolaptes albicollis (Vieillot, 1818) – łaziec białogardły
- Xiphocolaptes promeropirhynchus (Lesson, 1840) – łaziec kreskowany
- Xiphocolaptes falcirostris (von Spix, 1824) – łaziec wąsaty
- Xiphocolaptes major (Vieillot, 1818) – łaziec rudy